# Rheydter Straße 62 (Mönchengladbach)

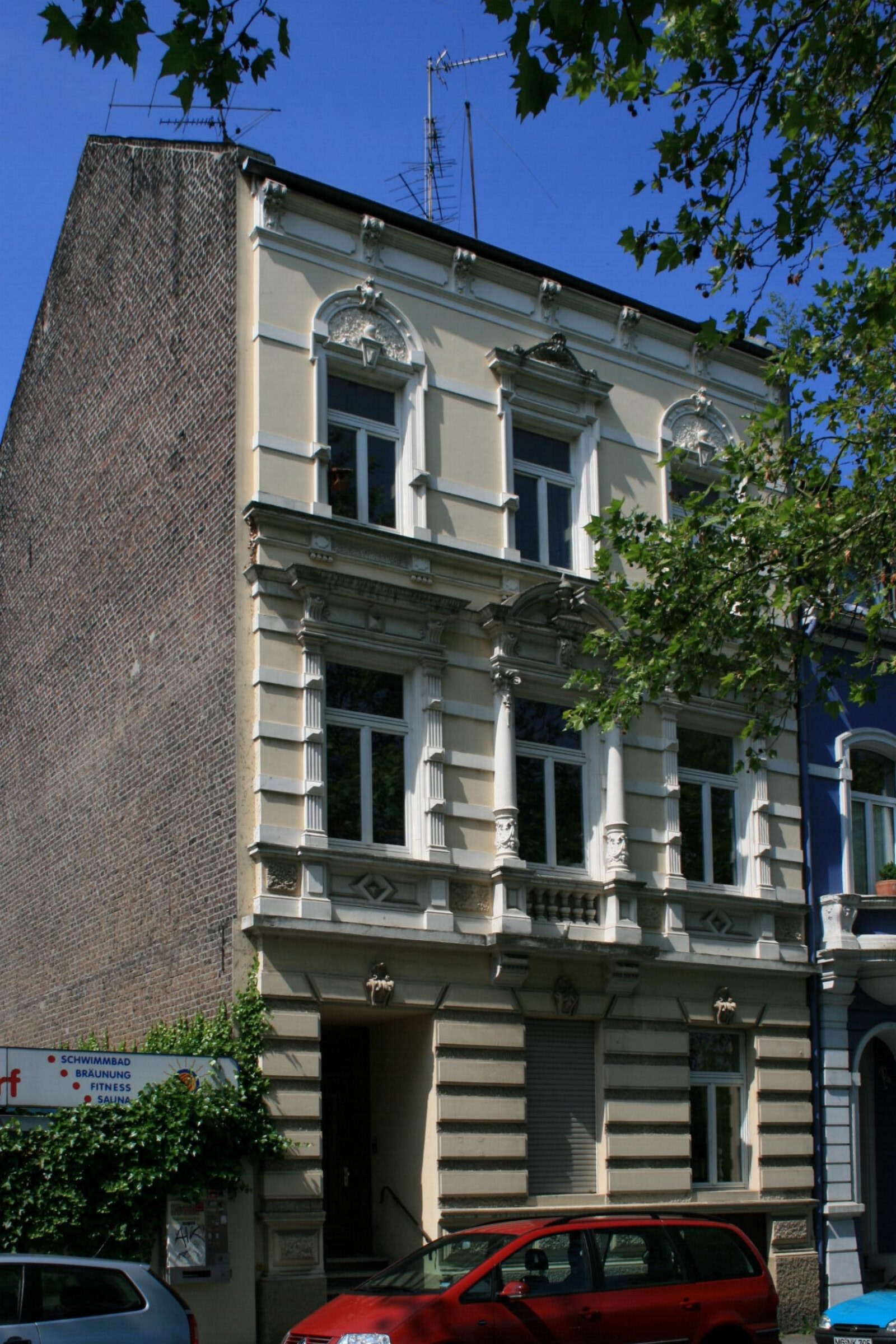
Wohnhaus (2010)

Das Wohnhaus Rheydter Straße 62 steht in Mönchengladbach (Nordrhein-Westfalen) im Nordosten des Stadtteils Westend.
Das Gebäude wurde um die Jahrhundertwende erbaut. Es wurde unter Nr. R 032 am 26. Januar 1989 in die Denkmalliste der Stadt Mönchengladbach eingetragen.

## Architektur
Es handelt sich um traufenständiges, dreigeschossiges Dreifensterachsenhaus mit Mittelachsenbetonung. Das zu Ende des 19. Jahrhunderts erbaute Haus wird von einem Satteldach bekrönt. Erhaltenswert wegen Einbindung an historisches Ensemble und Dokumentation des historischen Aussehens der in ihrem Altbestand stark reduzierten Rheydter Straße.